# Еремейцево (Галичский район)
Ереме́йцево — деревня в Ореховском сельском поселении Галичского района Костромской области России.

## География
Деревня расположена на берегу речки Удавиха или Шараповка.

## История
Согласно Спискам населенных мест Российской империи в 1872 году усадьба Еремейцево относилась к 1 стану Буйского уезда Костромской губернии. В ней числился 1 двор, проживало 11 мужчин и 9 женщин.
Согласно переписи населения 1897 года в сельце Еремейцево проживало 12 человек (7 мужчин и 5 женщин).
Согласно Списку населенных мест Костромской губернии в 1907 году сельцо Еремейцево относилось к Ликургской волости Буйского уезда Костромской губернии. По сведениям волостного правления за 1907 год в нём числилось 5 крестьянских дворов и 26 жителей.
До муниципальной реформы 2010 года деревня также входила в состав Ореховского сельского поселения Галичского района.

## Население
| 2008 | 2010 | 2012 | 2014 |
| ---- | ---- | ---- | ---- |
| 32   | ↘15  | ↗23  | ↘20  |